# Tandenpoetsdiploma
Het tandenpoetsdiploma  is een Nederlands diploma dat kinderen van 5 of 6 jaar in groep 2 van de basisschool kunnen halen. Daartoe moeten zij zelfstandig in staat zijn hun tanden te poetsen.
Dit tanden poetsen moet vaak via een vast stramien lopen: eerst de voorkant van de tanden poetsen, bovenkant van de tanden poetsen, achterkant van de tanden poetsen en naspoelen. Variaties hierop zijn uiteraard mogelijk. De examinering vindt plaats in een toiletruimte die vaak voor de onderbouw aan het lokaal grenst. De juf of meester is de examinator. 
Het tandenpoetsdiploma is vaak met het veterstrikdiploma het eerste diploma dat een kind haalt en heeft daarom een belangrijke pedagogische betekenis. Het kind maakt kennis met 'officieel' leren en de rituelen die daarbij horen.